# Distenorrhinus pallidirostris
Distenorrhinus pallidirostris is een keversoort uit de familie bastaardsnuitkevers (Nemonychidae). De wetenschappelijke naam van de soort werd in 1995 gepubliceerd door Gratshev & Zherikhin.